# مدال ستاره طلایی (جمهوری آذربایجان)
مدال ستاره طلایی (ترکی آذربایجانی: "Qızıl Ulduz" medalı) به نشان ویژه‌ای گفته می‌شود که از ۷ فوریه سال ۱۹۹۸ به قهرمانان ملی جمهوری آذربایجان اهدا می‌شود.

## اطلاعات کلی
عنوان قهرمان ملی جمهوری آذربایجان رفیع‌ترین و بالاترین افتخار در جمهوری آذربایجان به حساب می‌آید، که به افرادی به خاطر اقدامات قهرمانانه به میهن و جامعهٔ این کشور اهدا می‌گردد. این نشان در بدو از سوی ابوالفضل ایلچی‌بیگ، رئیس‌جمهور وقت آذربایجان، در ۲۵ مارس ۱۹۹۲ تأسیس شد. مدال ابتدا به شکل هلال دارای روکش طلا و رو به راست بود، که در وسطش یک ستاره هشت ضلعی با درخشش هموار دوسطحی در قسمت جلو قرار داشت.
مدال کنونی به شکل ستاره هشت ضلعی با پرتوهای مسطح دو جداره به بعد ۳۱٫۵ میلی‌متر طراحی شده‌است، که به وسیله دو حلقه به لوحی بند شده‌است، که در وسطش پرچم جمهوری آذربایجان وجود دارد. نوشته «قهرمان ملی جمهوری آذربایجان» به زبان ترکی آذربایجانی در مرکز بخش عقب مدال نقش بسته‌است. روی پرتوی بالای مدال نیز شماره سریال حک شده‌است. این نشان در سمت چپ سینه، بالای دیگر تزیینات و مدال‌ها قلاب می‌شود.